# سایت سیاه
در واژگان نظامی، سایت سیاه، جایی است که در آن عملیات سیاه یا پروژه سیاه ناشناخته انجام می‌شود. این واژه می‌تواند برای مکان‌هایی که آژانس اطلاعات مرکزی (سیا) کنترل می‌کند و حکومت فدرال ایالات متحده آمریکا از آن برای بازداشت غیرقانونی مخالفان جنگجو با هدف جنگ با تروریسم استفاده می‌کند نیز بکار رود.

کشورهای همکار آژانس اطلاعات مرکزی (سیا) در برنامه بازداشت و بازجویی منبع: گزارش بنیاد سوروس دربارهٔ شکنجه

رئیس‌جمهور ایالات متحده آمریکا جرج دابلیو بوش در یک سخنرانی در ۶ سپتامبر ۲۰۰۶ وجود زندان‌های پنهانی که آژانس اطلاعات مرکزی، اداره می‌کند را آشکار کرد. البته، واشینگتن پست در نوامبر ۲۰۰۵ و پیش از آن، سازمان‌های مردم‌نهاد حقوق بشر نیز چنین ادعاهایی کرده‌بودند.
گزارش اتحادیه اروپا در ۱۴ فوریه ۲۰۰۷ که بیشتر اعضای پارلمان اروپا آن را تأیید کردند (۳۸۲ رای موافق، ۲۵۶ رای مخالف، و ۷۴ رای ممتنع) می‌گوید که آژانس اطلاعات مرکزی، ۱٬۲۴۵ پرواز را اداره کرده و شواهد غیرقابل انکاری وجود دارد که نشان می‌دهد زندانیان در لهستان و رومانی شکنجه شده‌اند. پس از سال‌ها انکار، در سال ۲۰۱۴ لهستان تأیید کرد که در خاک خود، سایت‌های سیاه برپا کرده بوده‌است.
در ژانویه ۲۰۱۲ دفتر دادستان کل لهستان، تحقیقاتی را علیه زبینیه شمیاتکووسکی، رئیس پیشین آژانس اطلاعات خارجی، آغاز کرد. شمیاتکووسکی متهم به آسان‌سازی کار آژانس اطلاعات مرکزی برای عملیات بازداشت در خاک لهستان است. ممکن است خارجی‌های مظنون به شرکت در حملات تروریستی، در این بازداشتگاه‌ها شکنجه شده باشند. مشارکت احتمالی لشک میلر، نخست‌وزیر لهستان بین سال‌های ۲۰۰۱ تا ۲۰۰۴ نیز در دست بررسی است.

## شناسایی رسمی
حکومت فدرال ایالات متحده آمریکا سایت‌های سیاه را اداره می‌کند و اعلام رسمی وجود آنها نخستین بار توسط جرج دابلیو بوش در پاییز ۲۰۰۶ اعلام شد. کمیته بین‌المللی صلیب سرخ، جزئیات سایت‌های سیاه را در گزارش اوایل سال ۲۰۰۷ خود به دولت آمریکا آورد و درونمایه آن در مارس ۲۰۰۹ به اطلاع همگانی رسید.

### اعلام جرج بوش در سال ۲۰۰۶
در ۶ سپتامبر ۲۰۰۶ جرج دابلیو بوش، رسماً وجود زندان‌های پنهانی را تأیید کرد و گفت که بسیاری از بازداشتی‌ها به بازداشتگاه گوانتانامو فرستاده شده‌اند.

### گزارش سال ۲۰۰۷ کمیته بین‌المللی صلیب سرخ
در سال ۲۰۰۷ کمیته بین‌المللی صلیب سرخ، گزارشی را منتشر کرد. این گزارش بر پایه گفتگوهایی که بین ۶ تا ۱۱ اکتبر و ۴ تا ۱۴ دسامبر ۲۰۰۶ از بازداشتی‌های فرستاده شده به گوانتانامو نوشته شده بود. این گزارش به مقام‌های دفتر ریاست‌جمهوری جرج دابلیو بوش ارائه شد.
در ۱۵ مارس ۲۰۰۹ مارک دنر در گزارشی به مجله نقد کتاب‌های نیویورک (به همراه ویرایش خلاصه‌شده‌ای به نیویورک تایمز) دربارهٔ درونمایه گزارش کمیته بین‌المللی صلیب سرخ توضیح داد و اظهار نظر کرد. بر پایه مارک دنر، گزارش، مُهر «محرمانه» داشت و تا پیش از رسیدن به دست او، به اطلاع همگانی نرسیده بود. مارک دنر، گزیده‌ای از مصاحبه‌ها با بازداشتی‌ها را منتشر کرد که شامل مصاحبه با ابوزبیده، والد بن عطاش، و خالد شیخ محمد می‌شد. او همچنین گزیده‌ای از روش‌های شناسایی در سایت‌های سیاه را منتشر کرد که به گفته جورج بوش، «روش‌های متداول» نامیده می‌شوند و دربارهٔ اینکه آیا این «روش‌ها» مصداق شکنجه هستند بحث کرد.

## جنجال قانونی بودن و پنهان‌کاری
سایت‌ها سیاه، دچار جنجال قانونی بودن وضعیت بازداشتی‌های خود، اجازه قانونی برای اداره سایت‌های سیاه (شامل همکاری بین حکومت‌های درگیر) و بیشترین (یا حتی کمترین) افشاگری توسط حکومت‌های درگیر هستند.

### وضعیت حقوقی بازداشتی‌ها
یکی از بحث‌های مهم اداره سایت‌های سیاه، وضعیت حقوقی بازداشتی‌ها است که به‌طور مشخص، تعریف نشده‌است. در عمل، زندانیان سایت‌های سیاه، هیچ حقی به غیر از آنچه دستگیر کنندگان‌شان به آنها می‌دهند ندارند.
افشای سایت‌ها سیاه به جنجال سیاست حکومت فدرال آمریکا دربارهٔ کسانی که «مخالفان جنگجوی غیرقانونی» تعریف می‌کند دامن می‌زند. نزدیک به ۳۰ بازداشتی که بسیار خطرناک انگاشته می‌شوند یا مظنون به دست داشتن در حملات تروریستی هستند در سایت‌های سیاه آژانس اطلاعات مرکزی، در پنهانی‌ترین شرایط، نگهداری می‌شوند. ممکن است آژانس اطلاعات مرکزی، بیش از ۷۰ بازداشتی دیگر را که در اصل به سایت‌های سیاه فرستاده شده باشند به زودی به سازمان‌های اطلاعاتی کشورهای متحد خود در خاور میانه و آسیا مانند افغانستان، مراکش، و مصر تحویل دهد. بر پایه گزارش ژانویه ۲۰۰۶ سناتور سوئیسی، دیک مارتی، بیش از ۱۰۰ بازداشتی ناشناس دیگر را که در اروپا دزدیده شده‌اند و «تحویل» دیگر کشورها شده‌اند را هم باید به حساب آورد. این فرایند، «توقیف غیرعادی» نامیده شد. مارتی، تأکید کرد که احتمالاً کشورهای اروپایی از این عملیات پنهانی، خبر داشتند. همچنین، به نظر می‌رسد که آژانس اطلاعات مرکزی به زندان‌های این کشورها کمک مالی کرده و آنها را مدیریت می‌کند. درحالی‌که آمریکا و کشورهایی که در آنها زندان دارد کنوانسیون ملل متحد علیه شکنجه را امضا کرده‌اند، افسران آژانس اطلاعات مرکزی، اجازه دارند از به اصطلاح «روش‌های بازجویی ارتقاء یافته» استفاده کنند. این روش‌ها از دید کنوانسیون ملل متحد علیه شکنجه، «درد یا زجر زیادی» به همراه دارند که نقض پیمان و همچنین قانون اساسی ایالات متحده آمریکا است.

### سازمان‌های قانونی اداره کننده
در مورد اینکه قانوناً چه سازمان‌هایی از آمریکا و دیگر کشورهایی که گمان می‌رود درگیر باشند چیز زیادی در دسترس نیست یا به کل، مشخص نیست. در اصل، شبکه دقیق سایت‌های سیاه، مورد بحث است. سازمان ملل متحد، دخالت در مسئله سایت‌های سیاه را آغاز کرده‌است.
گزارش دیک مارتی، ۱۴ کشور اروپایی را به عنوان «جابجا کننده غیرقانونی بین کشوری» نام برده‌است. این کشورها، بریتانیا، آلمان، جزیره من، ایتالیا، سوئد، بوسنی و هرزگوین، مقدونیه شمالی، ترکیه، اسپانیا، قبرس، جمهوری ایرلند، یونان، پرتغال، رومانی، و لهستان هستند. فرودگاه‌هایی که از آنها برای این جابجایی‌ها استفاده می‌شوند نیز فرودگاه گلاسگو پرستویک (گلاسگو دراسکاتلند در بریتانیا) فرودگاه شنن و فرودگاه کیسمنت (جمهوری ایرلند)، پایگاه هوایی رامشتاین و فرودگاه بین‌المللی فرانکفورت (آلمان)، پایگاه هوایی اویانو (ایتالیا)، فرودگاه پالما د مایورکا (اسپانیا)، پایگاه هوایی توزلا (بوسنی و هرزگوین)، فرودگاه اسکندر کبیر اسکوپیه (مقدونیه شمالی)، فرودگاه بین‌المللی آتن (یونان)، فرودگاه بین‌المللی لارناکا (قبرس)، فرودگاه پراگ رازیون (جمهوری چک)، فرودگاه‌های استکهلم (سوئد) و همچنین فرودگاه رباط سله (مراکش) و فرودگاه هواری بومدین (الجزایر) هستند. نخست‌وزیر لهستان، کازیمیرز مارچینکیویتس، اینها را «تهمت» خواند و رومانی گفت که شواهدی برای این ادعا وجود ندارد.
نخست‌وزیر بریتانیا تونی بلر گفت که: «این گزارش، مطلقاً هیچ چیز تازه‌ای به اطلاعاتی که ما داریم نیفزوده است.» لهستان و رومانی، مستقیم‌ترین متهمان بودند؛ زیرا این گزارش ادعا می‌کند شواهد «قوی» برای آن دارد. این گزارش از فرودگاه بین‌المللی ترایان وویا در تیمیشوارا در رومانی، و فرودگاه بین‌المللی ستیزتنو ستیزمان در شمانه (شهرستان شچتنو) در لهستان به عنوان نقطه پیاده‌کردن/جابجایی بازداشتی‌ها نام می‌بَرَد. از هشت فرودگاه در خارج از اروپا نیز نام برده شده‌است.
در ۱۹ مه ۲۰۰۶ کمیته ضد شکنجه ملل متحد (واحدی از سامان ملل که بر مطابقت عملکرد کشورها با کنوانسیون ملل متحد علیه شکنجه، نظارت می‌کند) پیشنهاد کرد که آمریکا از نگه‌داشتن بازداشتی‌ها در زندان‌های پنهانی، دست نگه دارد و کار تحویل‌دهی زندانی‌ها را به کشورهایی که احتمال می‌رود در آن شکنجه بشوند متوقف کند. این تصمیم در ژنو به دنبال جلسه دو روزه شنود دفاعیات ۲۶ نماینده دولت آمریکا گرفته شد که از این کنش‌ها دفاع می‌کردند.

### اطلاع‌رسانی همگانی دربارهٔ عملیات
دولت آمریکا هیچ اطلاعاتی دربارهٔ سایت‌های سیاه، ارائه نمی‌دهد و برای دوره‌ای، هیچ اطلاعی دربارهٔ وجود سایت‌های سیاه نمی‌داد.

### تأیید توسط دولت جرج دابلیو بوش
در پاسخ به ادعاها دربارهٔ سایت‌های سیاه، وزیر امور خارجه ایالات متحده آمریکا، کاندولیزا رایس در ۵ دسامبر ۲۰۰۵ گفت که آمریکا با تحویل‌دهی مظنونان، تمامیت ارضی هیچ کشوری را نقض نکرده‌است و این افراد، هیچ‌وقت به هیچ کشوری که احتمال شکنجه‌شدن در آنها می‌رود تسلیم نشده‌اند. برخی منابع رسانه‌ای، بیان کردند که گفته‌های او، احتمال وجود زندان‌های پنهانی که آمریکا در «کشورهای میزبان»، اداره می‌کند را در بر نمی‌گیرد یا قول «کشورهای میزبان» در خودداری از شکنجه، معتبر نیست. در ۶ سپتامبر ۲۰۰۶ جرج بوش، وجود زندان‌های پنهانی را تأیید کرد و گفت که بسیاری از بازداشتی‌های این زندان‌ها به بازداشتگاه گوانتانامو فرستاده شده‌اند.
در دسامبر ۲۰۰۲ واشینگتن پست، گزارش کرد که «دستگیری رهبران القاعده، رمزی بن الشیبه در پاکستان، عمر الفاروق در اندونزی، عبدالرحیم النشیری در کویت، و محمد الدربی در یمن، همگی، نتیجه اطلاعاتی بودند که در بخشی از بازجویی‌ها به‌دست آمدند.» همچنین منبع خود را «مقام‌های اطلاعاتی و امنیت ملی آمریکا» عنوان کرد.
در ۲۱ آوریل ۲۰۰۶ ماری مک‌کارتی، تحلیل‌گر کهنه‌کار آژانس اطلاعات مرکزی، به خاطر لو دادن اطلاعات طبقه‌بندی‌شده به گزارشگر واشینگتن پست، دانا پریست، اخراج شد. دانا پریست به خاطر افشای نگرانی‌ها دربارهٔ سایت‌های سیاه آژانس اطلاعات مرکزی، جایزه پولیتزر را دریافت کرد. برخی نیز فکر می‌کنند که او اطلاعاتی دربارهٔ کمپ‌ها را هم در بر می‌گیرد. اگرچه وکیل مک‌کارتی ادعا کرد که «او به اطلاعاتی که متهم به لو دادن شده، دسترسی نداشته‌است.» واشینگتن پست، ثابت کرد که «مک‌کارتی مشغول بررسی ادعاهای بدرفتاری آژانس اطلاعات مرکزی و پیمانکارانش در عراق و افغانستان بوده» و در جلسه‌ای با سناتورهای آمریکا در ژوئن ۲۰۰۵ متقاعد شده که «آژانس اطلاعات مرکزی، دروغ می‌گوید.»
در ۲۹ سپتامبر ۲۰۰۶ جرج بوش در یک سخنرانی گفت: «هنگامی‌که ابوزبیده، رمزی بن الشیبه، و خالد شیخ محمد دستگیر شدند در آژانس اطلاعات مرکزی، آنها را زندانی کرد. با بازجویی از این افراد و دیگر مظنونان تروریستی، اطلاعاتی به‌دست آمد که به ما در حفاظت از مردم آمریکا کمک کرد. آنها به ما در نفوذ به شبکه‌های جاسوسی در آسیای جنوب شرقی کمک کردند که خود را برای حمله در درون خاک آمریکا آماده کرده بودند. آنها به ما کمک کردند جلوی گسترش حمله‌های سیاه‌زخم، از سوی القاعده را بگیریم. آنها به ما کمک کردند که جلوی ضربه به یک کمپ سپاه تفنگداران دریایی ایالات متحده آمریکا در جیبوتی و کنسولگری آمریکا در کراچی را بگیریم و از هواپیماربایی هواپیماهای مسافربری پیشگیری کنیم و آن هواپیماها را در فرودگاه هیترو لندن و کنری وورف لندن به زمین بنشانیم.»
در ۲۰ ژوئیه ۲۰۰۷ بوش در یک فرمان اجرایی، شکنجه زندانیان از سوی افسران اطلاعاتی را منع کرد.
در ۷ سپتامبر ۲۰۰۷ در پاسخ همگانی به شورای روابط خارجی در نیویورک، در یک نشست کم‌سابقه، رئیس اطلاعات مرکزی، ژنرال مایکل هیدن، برنامه بازداشت و بازجویی از زندانی‌ها را ستود و آن را با آمار ۷۰٪ براورد اطلاعات ملی دربارهٔ تهدیدها علیه آمریکا که در ماه ژوئیه، منتشرشده بود پشتیبانی کرد. مایکل هیدن گفت که از سال ۲۰۰۲ آژانس اطلاعات مرکزی، کمتر از ۱۰۰ نفر را در مکان‌های پنهانی در خارج از کشور، بازداشت کرده و حتی شمار کمتری به/از کشورهای دیگر فرستاده/تحویل گرفته شده‌اند. در نشست پرسش و پاسخ ۲۰ دقیقه‌ای با شنوندگان، مایکل هیدن، به قطعیت ادعاها دربارهٔ استفاده آژانس اطلاعات مرکزی از روش‌های مورد انتقاد مانند القای حس غرق‌شدن، موقعیت استرس‌زا، هیپوترمی، و استفاده از سگ برای بازجویی از مظنونان، اعتراض کرد-همه روش‌هایی که به‌طور گسترده‌ای، مورد انتقاد هستند. او در پاسخ به یک نماینده از یکی از سازمان‌های حقوق بشری گفت: «این، نمونه خوبی است که به تاریک‌ترین نقطه اتاق بپردازید و به کاری که آژانس من انجام می‌دهد نگاه نکنید.»

### اطلاعات به‌دست آمده از گزارش‌های بازرسی
حجم زیادی از اطلاعاتی که دربارهٔ سایت‌های سیاه به اطلاع همگانی رسیده‌اند از طریق گزارش‌های بازرسی بوده‌است. برای جزئیات بیشتر به بخش تاریخچه بازرسی و رسانه همین نوشتار نگاه کنید.

## حقایق ویژه‌ای دربارهٔ سایت‌ها
همان‌طور که در بخش پیشین گفته شد بسیاری از حقایق دربارهٔ سایت‌های سیاه، همچنان جنجالی هستند. هویت بازداشتی‌ها و جای سایت‌ها دقیقاً مشخص نیستند و حقیقت‌های بسیاری، از طریق جزئیات ریزبینانه، آشکار شده‌اند.

### بازداشتی‌ها
فهرست بازداشتی‌های آژانس اطلاعات مرکزی، در ارتباط با عضویت در القاعده، خالد شیخ محمد، رضوان عصام الدین، رمزی بن الشیبه، و ابوزبیده هستند. گمان می‌رود شمار کل بازداشتی‌های ناشناس، بیش از ۱۰۰ نفر باشد. اگرچه شمار دقیقی نمی‌توان ارائه کرد؛ زیرا کمتر از ۱۰٪ آنان، متهم و محکوم شده‌اند. اگرچه یادداشت سناتور سوئیسی، دیک مارتی به نام «ادعای بازداشت در کشورهای شورای اروپا» می‌گوید که آژانس اطلاعات مرکزی، نزدیک به ۱۰۰ نفر را در اروپا ربوده و سپس به کشورهایی تحویل داده که احتمالاً در آنجا شکنجه شده‌اند. این عدد ۱۰۰ همپوشانی نمی‌کند و به ۱۰۰ ناشناسی که آمریکا بازداشت کرده، افزوده می‌شود.
در پاییز ۲۰۰۶ شماری از زندانی‌های نام برده شده در بالا به بازداشتگاه گوانتانامو در کوبا جابجا شدند. در لایحه‌ای که به صورت عمومی اعلام شد حکومت فدرال آمریکا به صورت دفاکتو وجود این زندان‌های پنهانی که در خارج از خاک آمریکا نگهداری می‌شوند را تأیید کرد.

#### خالد ال‌مصری
خالد ال‌مصری، شهروند آلمان است که آژانس اطلاعات مرکزی، او را در اسکوپیه بازداشت و با هواپیما به افغانستان فرستاده، و برای ماه‌ها بازجویی، و شکنجه کرد و در نهایت، بدون هیچ اتهامی در مه ۲۰۰۴ در جای دور افتاده‌ای در آلبانی، آزاد کرد. به نظر می‌رسد این اشتباه به خاطر تشابه اسمی او با یک تروریست با همین نام بود. دولت آلمان ۱۳ نفر را به خاطر این آدم‌ربایی تحت پیگرد قانونی قرار داد اما در سپتامبر ۲۰۰۷ از ادامه این پیگیری خودداری کرد.
در ۹ سپتامبر ۲۰۰۷ دیوان عالی ایالات متحده آمریکا درخواست شنیدن حرف‌های ال‌مصری علیه آمریکا (ال‌مصری علیه تنت) را بدون هیچ توضیحی، رد کرد و باعث شد حکمی که پیشتر، قاضی دادگاه استیناف حوزه چهارم ایالات متحده آمریکا داده بود باقی بماند. آن دادگاه‌ها توافق کردند که پیشرفت این پرونده، بدون افشای اطلاعات محرمانه دولتی، ممکن نیست. در مه ۲۰۰۷ پس از آنکه ال‌مصری در شهر نوی-اولم به ظن ایجاد آتش‌سوزی عمدی، دستگیر و به یک درمانگاه روان‌شناسی، فرستاده شد. وکیل او مشکلات ال‌مصری را به رفتار آژانس اطلاعات مرکزی، نسبت داد و گفت: ربودن و بازداشت ال‌مصری، باعث «تخریب روانی» او شده‌است.

#### ابو عمر
آژانس اطلاعات مرکزی، حسن مصطفی اوسامه نصر (که به نام «ابو عمر» یا «امام رپیتو» شناخته می‌شود) را در میلان دزدید و به مصر فرستاد. جایی که او شکنجه و از او سوء استفاده شده‌است. در فوریه ۲۰۰۷ حسن نصر توسط با حکم دادگاه مصر، مبنی بر اینکه که چیزی بر بازداشت او «پیدا نکرده» و در ایتالیا هم به هیچ بزهی، متهم نشده، آزاد شد. در نهایت، ۲۶ آمریکایی (که به نظر می‌رسد کارمند آژانس اطلاعات مرکزی باشند) و ۹ ایتالیایی، محکوم شدند. در ۴ نوامبر ۲۰۰۹ قاضی ایتالیایی ۲۳ آمریکایی از جمله یک سرهنگ نیروی هوایی ایالات متحده آمریکا را (به صورت غیابی) محکوم کرد.

#### عافیه صدیقی
مدافع عافیه صدیقی که در نیویورک از او دفاع می‌کرد گفت که عافیه، سال‌ها در زندان پنهانی آمریکا در میدان هوایی بگرام، نگهداری و شکنجه شده‌است. به خاطر اینکه ایوان ریدلی ادعاهای عافیه را در کتاب خود به نام بانوی خاکستری بگرام نوشت، به پرونده عافیه توجه خاصی شد.
دادگاه او در ژانویه ۲۰۱۰ آغاز شد و ۱۴ روز طول کشید. ۳ روز دیگر نیز برای گفتگو و ارائه نظر هیئت منصفه گذشت. در ۳ فوریه ۲۰۱۰ او به دو اتهام تلاش برای قتل، حمله مسلحانه، همراه داشتن و استفاده از سلاح گرم، و سه اتهام حمله به کارمندان و افسرهای آمریکایی، مقصر شناخته شد. او در ۲۳ سپتامبر ۲۰۱۰ به ۸۶ سال زندان محکوم شد.

### سایت‌های مشکوک
برآورد می‌شود که ۵۰ زندان در ۲۸ کشور وجود داشته باشند. به این آمار باید ۲۵ زندان در افغانستان و ۲۰ زندان در عراق را نیز افزود. همچنین برآورد شده که از سال ۲۰۰۱ آمریکا از ۱۷ کشتی به عنوان زندان شناور، استفاده می‌کند؛ بنابراین شمار کل زندان‌هایی که از سال ۲۰۰۱ آمریکا و/یا متحدانش برای نگهداری مظنونان تروریسم، استفاده می‌کنند به بیش از ۱۰۰ زندان می‌رسد.
نام کشورهایی که به نظر می‌آید به نیابت از آمریکا چنین کاری می‌کنند: الجزایر، جمهوری آذربایجان، بوسنی و هرزگوین، جیبوتی، مصر، اتیوپی، گامبیا، اسرائیل، اردن، کنیا، کوزوو، لیبی، لیتوانی، موریتانی، مراکش، پاکستان، لهستان، قطر، رومانی، عربستان سعودی، سوریه، سومالی، آفریقای جنوبی، تایلند، بریتانیا، ازبکستان، یمن و زامبیا.

#### آسیا
در تایلند، گزارش شده که ایستگاه رله صدای آمریکا در ناحیه بان دونگ در استان اودون تانی، سایت سیاه آژانس اطلاعات مرکزی، به نام «چشم گربه» یا «سایت بازداشت سبز» است. نخست‌وزیر پیشین تایلند، تاکسین شیناواترا این گزارش‌ها را رد کرد.
در مه ۲۰۱۸ بی‌بی‌سی گزارش کرد که پایگاه نیروهوایی سلطنتی اودرن تایلند سایت سیاهی بود که در آن ابوزبیده (فلسطینی ۳۱ ساله زاده عربستان سعودی که تصور می‌شد ستوان اسامه بن لادن باشد) در آنجا بازجویی می‌شد. در دسامبر ۲۰۱۴ کمیته منتخب سنای ایالات متحده آمریکا در امور اطلاعاتی، یک جمع‌بندی اجرایی از گزارش ۶۰۰۰ صفحه‌ای محرمانه دربارهٔ روش‌های آژانس اطلاعات مرکزی، منتشر کرد. این گزارش، ادعا می‌کند که دستکم ۸ مقام ارشد حکومت تایلند دربارهٔ سایت‌های پنهانی، خبر داشتند. این سایت در دسامبر ۲۰۰۲ بسته شده بود. حکومت تایلند، وجود این سایت را رد کرده‌است. درحالی‌که آمریکا وجود این سایت را نه تأیید و نه رد کرده‌است.
در اوت ۲۰۱۸ ارتش پادشاهی تایلند اعلام کرد کرد که سایت سیاهِ مشکوک دیگری در استان اودون تانی با نام پیشین ایستگاه Ramasun تبدیل به جاذبه توریستی شده‌است. ارتش تایلند، استفاده از این ایستگاه به عنوان سایت سیاه را رد کرد.

#### خاور میانه
در افغانستان، میدان هوایی بگرام، در آغاز، کارخانه آجرپزی در بیرون از کابل بود که «چاه نمکی» نامیده می‌شد. اما مدت کوتاهی پس از آنکه یک جوان افغان که به شکل برهنه، به زمین زنجیر شد به خاطر هیپوترمی درگذشت به یک پایگاه تبدیل شد. در این دوره، چندین سانحه به خاطر بدرفتاری و شکنجه رخ داد که به زندانی‌های پنهانی، مربوط نبود و آژانس اطلاعات مرکزی آن را اداره نمی‌کرد. در سال ۲۰۰۵ جای زندان به محل نامعلومی، جابجا شد. گزارش شد که اتاقک‌های فلزی در میدان هوایی بگرام، سایت سیاه هستند. برخی از بازداشتی‌های گوانتانامو گزارش کردند که در زندانی به نام «زندان سیاه» در نزدیکی کابل شکنجه شده‌اند. گزارش شده که احتمال دارد جلال‌آباد و اسعدآباد نیز سایت‌های سیاه باشند.
در عراق، فاش شده که زندان ابوغریب، سایت سیاه است و در سال ۲۰۰۴ در مرکز رسوایی‌های گسترده سوءاستفاده از زندانیان بود. افزون بر آن، کمپ بوکا (در نزدیکی ام قصر) و کمپ کراپر (در نزدیکی فرودگاه بغداد) نیز گزارش شدند.
امارات متحده عربی، در یمن، زندان‌های پنهانی را اداره می‌کند که مردمی که به زور دزدیده و شکنجه می‌شوند را در آنجا نگه می‌دارد.

#### آفریقا
گزارش شده که سایت‌هایی در مصر، لیبی، مراکش، و جیبوتی هستند. مرکز بازجویی تماره در ۸ کیلومتر (۵٫۰ مایل) بیرون از رباط (پایتخت مراکش) یک سایت سیاه است.
در ۲۳ ژانویه ۲۰۰۹ گاردین گزارش کرد که آژانس اطلاعات مرکزی، یک مرکز بازجویی پنهانی در کمپ لمونیه در جیبوتی دارد که پیش از آن، پایگاه لژیون خارجی فرانسه بوده‌است.

#### اقیانوس آرام
گزارش شده که پایگاه نیروی دریایی ایالات متحده آمریکا در جزیره دیه‌گو گارسیا، یک سایت سیاه است. در آغاز، آمریکا و بریتانیا تلاش کردند که به گزارش‌گران این گزارش، فشار بیاورند. اما از هنگامی‌که مجله تایم، این گزارش را منتشر کرد و افسر ارشد آمریکایی منبع آن گفت که آمریکایی‌ها از این جزیره، «دقیقاً» به عنوان زندان پنهان برای بازداشتی‌های «جنگ با تروریسم» استفاده می‌کند. در سال ۲۰۱۵ لارنس ویلکرسن رئیس ستاد وزیر امور خارجه پیشین آمریکا کالین پاول، با جزئیات بیشتر گفت که آژانس اطلاعات مرکزی از جزیره دیه‌گو گارسیا برای «کارهای شنیع و شرورانه» استفاده می‌کرده‌است. او گفت که از سه منبع اطلاعاتی آمریکایی شنیده که از جزیره دیه‌گو گارسیا «به عنوان نقطه جابجایی کسانی که اینطور بگویم موقتاً اسکان داده شده بودند و هر از گاهی، بازجویی می‌شدند استفاده می‌شد» و «چیزی که من شنیدم بیشتر دربارهٔ استفاده از آن به عنوان محل جابجایی در هنگامی بود که دیگر نقاط ترانزیت، پُر یا به نظر، خطرناک یا ناامن بودند یا در دسترس نبودند.»
در هنگامی‌که انتظار می‌رود افشای سایت‌های سیاه، باعث شرم‌ساری مقام‌های حکومتی آمریکا و بریتانیا شود، ممکن است مقام‌های بریتانیایی که پیش از آن، تلاش بسیاری در سرکوب اعتراض‌های مردمی به استفاده آمریکا در نگهداری بازداشتی‌ها داشتند و تلاش می‌کردند به مردم اطمینان دهند آمریکا از هیچ‌یک از پایگاه‌ها و سرزمین‌های بریتانیا استفاده نادرست نمی‌کند بیش از پیش در برابر انتقاد قرار بگیرند. همچنین ممکن است بریتانیا به خاطر زیر پا گذاشتن آشکار پیمان‌های بین‌المللی، در موقعیت پاسخگویی، قرار بگیرد. در ۲۱ فوریه ۲۰۰۸ وزیر مشاور در امور خارجه و مشترک‌المنافع دیوید میلیبند اعتراف کرد که در سال ۲۰۰۲ دو پرواز تسلیم بازداشتی‌های آمریکا در جزیره دیه‌گو گارسیا سوخت‌گیری کرده‌اند و از اینکه زودتر از این، ادعاهای پیشین، تصحیح نشده بودند «خیلی متأسف» است.

#### اروپا
چندین کشور اروپایی (به ویژه کشورها و جمهوری‌های پیشین اتحاد جماهیر شوروی سوسیالیستی و بلوک شرق) متهم به داشتن سایت‌های سیاه شده‌اند که این کشورها چنین ادعایی را رد می‌کنند. این کشورها جمهوری چک، مجارستان، لهستان، رومانی، ارمنستان، گرجستان، لتونی، بلغارستان، جمهوری آذربایجان، و قزاقستان هستند. سخنگوی وزیر اسلواکی، ریچارد فیدس گفت که کشورش هیچ سایت سیاهی ندارد. اما سخنگوی سرویس اطلاعاتی آن کشور، ولادیمیر سیمکو گفت که او هیچ اطلاعاتی را دربارهٔ وجود احتمالی سایت‌های سیاه به رسانه‌ها درز نمی‌دهد. کمیسیونر عدالت اتحادیه اروپا فرانکو فراتینی، بارها هشدار داده که اگر کشوری از اعضای اتحادیه اروپا میزبان سایت‌های سیاه آژانس اطلاعات مرکزی باشد حق رأی آن کشور در اتحادیه اروپا گرفته خواهد شد.
وزیر امور داخلی رومانی، واسیله بلاگا به اتحادیه اروپا اطمینان داده که فرودگاه بین‌المللی میهایل کوگیالنیچونو تنها برای عرضه تجهیزات استفاده شده و بر عکس گزارش‌های موجود، هرگز از آن برای بازداشتی‌ها استفاده نشده‌است. در یک دورنگار شنود الکترونیک شده که با سامانه شنود اونیکس سوئیس به‌دست آمده، وزارت امور خارجه مصر به سفارت مصر در لندن گفته که آمریکا از ۲۳ زندانی، به صورت پنهانی، در پایگاه، بازجویی کرده‌است. در سال ۲۰۰۷ دیک مارتی فاش کرد که آژانس اطلاعات مرکزی، زندان‌های پنهانی در رومانی و لهستان دارد. در ۲۲ آوریل ۲۰۱۵ رئیس‌جمهور پیشین رومانی، ایون ایلیسکو تأیید کرد که او به درخواست آژانس اطلاعات مرکزی، برای برپایی یک سایت در رومانی، پاسخ مثبت داده بود اما از شیوه کارکرد سایت، آگاه نبوده و آن را حرکت کوچکی برای نشان دادن حسن نیت به یک متحد در برابر پذیرش رومانی در سازمان پیمان آتلانتیک شمالی (ناتو) تعریف کرد. ایلیسکو بعدها گفت که اگر از نیت استفاده از سایت، آگاه بود، هرگز به درخواست برپایی آن، پاسخ مثبت نمی‌داد.
گزارش‌های دیگر، سایت‌های سیاه در اوکراین و مقدونیه شمالی را گزارش می‌کنند. [به منبع‌ها دقت شود] اوکراین این ادعا را رد می‌کند.
در ژوئن ۲۰۰۸ نیویورک تایمز در مقاله‌ای، ادعا کرد که افسران بدون نام آژانس اطلاعات مرکزی، گفته‌اند که خالد شیخ محمد در یک مجمتع پنهانی در نزدیکی فرودگاه بین‌المللی ستیزتنو ستیزمان در ۱۶۰ کیلومتر (۹۹ مایل) شمال ورشو نگهداشته، بازجویی، و با القای حس غرق‌شدن، شکنجه می‌شده‌است. ادعا می‌شود که در دو هقته بیش از ۱۰۰ بار از القای حس غرق‌شدن بر روی او انجام شده تا او حاضر به همکاری شود. در سپتامبر ۲۰۰۸ دو افسر اطلاعاتی ناشناس لهستانی، در روزنامه ژنیک، دربارهٔ سایت‌هایی در لهستان، توضیح دادند. یکی از آنها گفت که بین ۲۰۰۲ تا ۲۰۰۵ آژانس اطلاعات مرکزی، مظنونان به تروریسم را در یک پایگاه آموزش اطلاعات نظامی استاره کیکوته در شمال شرق لهستان نگه می‌داشت. افسر دیگر گفت که تنها آژانس اطلاعات مرکزی، به منطقه جدا شده، دسترسی داشت؛ زیرا یک سایت امن بود و از شهرهای اصلی دور و نزدیک به فرودگاه نظامی پیشین بود. روزنامه‌ها نوشتند که هم نخست‌وزیر لهستان لشک میلر و هم رئیس‌جمهور لهستان الکساندر کواشنیوسکی دربارهٔ این پایگاه، خبر داشتند. اگرچه یکی از افسرها گفت که بعید می‌داند آنها از شکنجه شدن زندانی‌ها خبر داشته‌اند زیرا لهستانی‌ها کنترلی بر کارهای آمریکایی‌ها نداشتند. در ۲۳ ژانویه ۲۰۰۹ گاردین، گزارش کرد که آژانس اطلاعات مرکزی، سایت‌های سیاهی را در فرودگاه بین‌المللی ستیزتنو ستیزمان در لهستان، کمپ ایگل در بوسنی و هرزگوین، و کمپ باند استیل در کوزوو اداره می‌کند. بر پایه بنیاد حقوق بشر هلسینکی، آمریکا همکاری با بازرسان لهستانی در اینباره را رد کرد.
در نوامبر ۲۰۰۹ ادعا شد که بر پایه نوشته سال ۲۰۰۵ واشینگتن پست، یک سایت سیاه در لیتوانی وجود دارد. گفته شد که در سال ۲۰۰۴ یک آموزشگاه رانندگی پیشین، در روستایی به نام آنتاویلیایی در ۲۵ کیلومتر (۱۶ مایل) ویلنیوس، به زندان آژانس اطلاعات مرکزی، تغییر کاربری داده‌است. این ادعاها به بررسی‌های پارلمانی انجامید و رئیس‌جمهور لیتوانی دالیا گریبائوسکایته گفت که او «شک غیر مستقیمی» دربارهٔ وجود یک سایت سیاه در کشورش دارد. در ۲۲ دسامبر ۲۰۰۹ کمیسیون پارلمان، به بازرسی خود پایان داد و گفت که شواهدی بر وجود سایت سیاه در لیتوانی پیدا نکرده‌است. رئیس‌جمهور پیشین لیتوانی والداس آدامکوس گفت که او مطمئن است که هرگز هیچ تروریستی در لیتوانی بازداشت نشده‌است. اگرچه در پرونده فرستاده شده به دادگاه حقوق بشر اروپا در سپتامبر ۲۰۱۵ وکیل یکی از بازداشتی‌های زاده عربستان در گوانتانامو گفت گزارش دسامبر ۲۰۱۴ کمیته منتخب سنای ایالات متحده آمریکا در امور اطلاعاتی دربارهٔ شکنجه آژانس اطلاعات مرکزی، هیچ شکی باقی نمی‌گذارد که لیتوانی در مقطعی در برنامه آژانس اطلاعات مرکزی، بوده‌است.
پس از انتشار گزارش کمیته منتخب سنای ایالات متحده آمریکا در امور اطلاعاتی، دربارهٔ شکنجه آژانس اطلاعات مرکزی، الکساندر کواشنیوسکی که از ۱۹۹۵ تا ۲۰۰۵ رئیس‌جمهور لهستان بود اعتراف کرد که به آژانس اطلاعات مرکزی، اجازه داده تا از خاک لهستان به عنوان سایت سیاه استفاده کند اما قرار بوده کارهایی که در آن سایت‌ها انجام می‌شده با قانون اساسی لهستان، سازگار باشند. او گفت که در یادداشت پیش‌نویس آمریکایی‌ها آمده بود «با کسانی که در لهستان نگه داشته می‌شوند به مانند اسیر، رفتار می‌شود و از همه حقوقی که دارند برخوردار خواهند بود» اما به خاطر محدودیت زمانی، آمریکا این یادداشت را امضا نکرده بود.

#### سایت‌های متحرک
آمریکا ناو جنگی یواس‌اس باتان (ال‌دی‌اچ-۵) را کشتی نیروی دریایی می‌داند و بر پایه تعریف ارائه در آغاز این نوشته، سایت سیاه نیست. اگرچه نیروهای مسلح ایالات متحده آمریکا از آن به عنوان سایت بازجویی اولیه استفاده کردند (که پس از آن، زندانی‌ها به سایت‌های دیگر، از جمله، سایت‌های سیاه، جابجا شدند).
از لیرجت ۳۵ به عنوان هواپیمای تحویل‌دهی با شماره شناسایی N221SG
از گلف‌استریم ۵ به عنوان هواپیمای تحویل‌دهی با شماره شناساییN44982 (که با شماره شناسایی N379P نیز شناخته می‌شود)
از گلف‌استریم ۵ به عنوان هواپیمای تحویل‌دهی با شماره شناسایی N8068V
از بوئینگ بیزینس جت به عنوان هواپیمای تحویل‌دهی با شماره شناساییN4476S
توجه: با جستجوی شماره شناسایی هواپیماهای ثبت‌شده در وبگاه اداره هوانوردی فدرال، اینگونه برداشت می‌شود که این شماره‌های ثبت‌شده، نادرست هستند؛ زیرا هواپیماها با شماره شناسایی N، مربوط به گونه دیگری از هواپیماها است که هرگز در تاریخ، به انواع اشاره شده در بالا ربطی نداشته‌اند.
در ۳۱ می ۲۰۰۸ گاردین گزارش گزارش کرد که گروه حقوق بشری رپریو گفته که نزدیک به هفده کشتی نظامی آمریکا برای نگهداری پنهانی زندانیان استفاده می‌شوند. همچنین، به علاوه یواس‌اس باتان (ال‌دی‌اچ-۵)، گاردین، کشتی‌های دیگری به نام‌های یواس‌اس پللیو (ال‌اچ‌ای-۵)، یواس‌اس اشلند (ال‌اس‌دی-۴۸)، یواس‌ان‌اس گروهبان فرد دبلیو استاکهام (تی‌ای‌کی-۳۰۱۷)، یواس‌ان‌اس واتسون (تی-ای‌کی‌آر-۳۱۰)، یواس‌ان‌اس واتکینز (تی-ای‌کی‌آر-۳۱۵)، یواس‌ان‌اس سیستر، یواس‌ان‌اس چارلتون (تی-ای‌کی‌آر-۳۱۴)، یواس‌ان‌اس پومروی (تی-ای‌کی‌آر-۳۱۶)، یواس‌ان‌اس رد کلود (تی-ای‌کی‌آر-۳۱۳)، یواس‌ان‌اس سادرمن (تی‌ای‌کی‌آر-۳۱۷)، و یواس‌ان‌اس دال (تی-ای‌کی‌آر-۳۱۲)، ام‌وی پی‌اف‌سی ویلیام بی باگ، ام‌وی الکس بانی‌من، ام‌وی فرانکلین جی فیلیپس، ام‌وی لوئیس جی هوآگ جونیور، و ام‌وی جیمز اندرسون جونیور نام برد. در سال ۲۰۰۷ هنگامی‌که یواس‌اس اشلند (ال‌اس‌دی-۴۸) در سواحل سومالی مستقر بود گروه حقوق بشری رپریو از اینکه این کشتی، وسیله تحویل‌گرفتن نزدیک به ۱۰۰ بازداشتی از ساحل خاوری آفریقا باشد ابراز نگرانی کرد.

## تاریخچه بررسی‌ها و رسانه‌ای شدن

### رسانه‌ها

#### واشینگتن پست، دسامبر ۲۰۰۲
در ۲۶ دسامبر ۲۰۰۲ واشینگتن پست دربارهٔ زندان پنهانی آژانس اطلاعات مرکزی در گوشه‌ای از میدان هوایی بگرام در افغانستان خبر داد که از کانتینرهای فلزی جابجایی کالا ساخته شده بود. در ۱۴ مارس ۲۰۰۴ گاردین نوشت که ۳ شهروند بریتانیایی در بخش پنهانی (کمپ اکو)ی بازداشتگاه گوانتانامو نگهداری می‌شوند. چندین نوشتار دیگر نیز دربارهٔ نگهداری بازداشتی‌های ناشناس و دیگر «جنگجویان رسمی دشمن» به‌دست آژانس اطلاعات مرکزی نوشتند. اگرچه این افشاگری واشینگتن پست در ۲ نوامبر ۲۰۰۵ بود که رسوایی آژانس اطلاعات مرکزی انجامید. (در زیر)

#### گزارش مارس ۲۰۰۴ دیدبان حقوق بشر
گزارش دیدبان حقوق بشر به نام «آزادی پیوسته - سوء استفاده نیروهای آمریکایی از افغانستان» می‌گوید که آژانس اطلاعات مرکزی از سپتامبر ۲۰۰۱ در افغانستان، کنش داشته و جایگاه بزرگی در چوک آریانا در نزدیکی کابل را اداره می‌کند و جایگاهی برای بازداشت و بازجویی در میدان هوایی بگرام دارد.

#### گزارش مارس ۲۰۰۵ ویلج
در گزارش ۲۶ فوریه تا ۴ مارس ۲۰۰۵ ویرایش ایرلندی مجله ویلج نوشته‌ای به نام «آدم‌ربایی با شَنِن» ادعا کرد که آژانس اطلاعات مرکزی از فرودگاه دوبلین و فرودگاه شنن در ایرلند «برای ربودن مظنونان به جنگ با تروریسم، استفاده می‌کرده‌است.» این نوشته، دربارهٔ بوئینگ ۷۳۷ (با شماره شناسایی N313P که بعدها به N4476S تغییر یافت) نوشت که «بین ۱ ژانویه ۲۰۰۳ تا پایان سال ۲۰۰۴، ۱۴ بار در فرودگاه‌های دوبلین و شَنِن به زمین نشسته‌است. مجله ویلج، این اطلاعات را از روی مسیریابی پروازهای واشینگتن، دی.سی. به‌دست آورده‌است.» مقصدهای دیگر، استونی (۱ نوامبر ۲۰۰۳)، لارناکا، سلا، کابل، پالما ده مایورکا، اسکوپیه، بغداد (همگی در ۱۶ ژانویه ۲۰۰۴)، مارکا (۱۰ مه و ۱۳ ژوئن ۲۰۰۴) هستند. پروازهای دیگری نیز کار خود را آغاز کردند که نمونه‌های آن دبی (۲ ژوئن و ۳۰ دسامبر ۲۰۰۳)، فرودگاه بین‌المللی میتیگا در طرابلس (۲۹ اکتبر ۲۰۰۳ و ۲۷ آریل ۲۰۰۴)، بغداد (۲۰۰۳)، و مارکا (۸ فوریه، ۴ مارس، و ۱۰ می ۲۰۰۴) هستند که همه آنها در واشینگتن، دی.سی. به زمین نشتند.
بر پایه این نوشته، در ۲۳ سپتامبر ۲۰۰۳ هواپیماهای مشابهی در بازداشتگاه گوانتانامو به زمین نشست «که از میدان هوایی بین‌المللی حامد کرزی به فرودگاه بین‌المللی ستیزتنو ستیزمان (لهستان)، از آنجا به فرودگاه بین‌المللی میهایل کوگیالنیچونو (رومانی)، و از آنجا به فرودگاه رباط سله (مراکش) رفته بود.» از این فرودگاه «برای ربودن خالد ال‌مصری، شهروند آلمان با اصالت لبنانی در ۳۱ دسامبر ۲۰۰۳ در اسکوپیه در مقدونیه استفاده شده بود تا در ۲۳ ژانویه ۲۰۰۴ به بازداشتگاه آمریکا در افغانستان، برده شود.»
در این نوشته، گفته شد که شماره شناسایی هواپیمای نشان داده شده، متعلق به خدمات ترابری اجرایی برتر است که ستاد آن در ماساچوست است و در فوریه ۲۰۰۵ در اختیار مدیریت تیت و کیلر در رینو، نوادا بوده‌است. در روز انتقال شماره شناسایی، یک گلف‌استریم ۵ (با شماره شناسایی N8068V) که برای کارهای مشابه، استفاده می‌شد از «خدمات ترابری اجرایی برتر» به شرکتی به نام بازاریابی خارجی بینارد منتقل شد.

#### نوشته نوامبر ۲۰۰۵ واشینگتن پست
دانا پریست در ۲ نوامبر ۲۰۰۵ در گزارشی نوشت که «بر پایه گفته‌های مقام‌های آگاه آمریکایی و دیگر خارجی‌های مطلع، آژانس اطلاعات مرکزی، برخی از مهم‌ترین بازداشتی‌های خود را که گمان می‌رود عضو القاعده باشند در اردوگاه‌های پیشین شوروی در اروپای شرقی، پنهان و بازجویی کرده‌است.» بر پایه گفته‌های مقام‌های اطلاعاتی و دیپلمات‌های کنونی و پیشین، شبکه‌ای از زندان‌های خارجی وجود دارند که شامل زندان‌هایی در کشورهای دموکراتیک اروپایی، تایلند، افغانستان، و بخش کوچکی از بازداشتگاه گوانتانامو در کوبا می‌شود. عفو بین‌الملل، این شبکه را «مجمع‌الجزایر گولاگ» نامید تا مرجع واضحی به رمان با همین نام، نوشته نویسنده و کنشگر روس، آلکساندر سولژنیتسین بدهد.
انتشار گزارش این زندان‌های پنهانی، باعث انتقاد شدید اعضای دولت ریاست‌جمهوری جرج بوش شد. اگرچه دانا پریست گفت که هیچ‌یک از مقام‌های آن دولت، از واشینگتن پست نخواستند که جلوی چاپ آن را بگیرد و به جای آن خواستند که جلوی انتشار نام کشورهایی که این زندان‌های پنهانی در آنها وجود دارد برده نشود. «واشینگتن پست، به درخواست مقام‌های ارشد آمریکایی، از کشورهای اروپای شرقیِ همکار برنامه‌های پنهانی آمریکا نام نبرد؛ زیرا افشای نام آن کشورها باعث دشواری در مبارزه با کنش‌های تروریستی می‌شد.»

#### گزارش دیدبان حقوق بشر
در ۳ نوامبر ۲۰۰۵ تام مالیناوسکی در دفتر دیدبان حقوق بشر در نیویورک به شواهد حقیقی دربارهٔ میزبانی لهستان و رومانی از زندان‌های پنهانی آژانس اطلاعات مرکزی، اشاره کرد. پیشینه پروازهای بوئینگ ۷۳۷ با شماره شناسایی N4476S به‌دست آمده به این گروه، نشان می‌دهد که آژانس اطلاعات مرکزی از آن هواپیما برای جابجایی زندانی‌ها از کابل استفاده می‌کرده و این هواپیما در لهستان، رومانی، و مراکش توقف داشته تا به بازداشتگاه گوانتانامو در کوبا برسد. چنین الگوهای پروازی، ادعای مقام‌های دولتی آمریکا را که زندانی‌ها در رده‌های گوناگون، دسته‌بندی شده و در جاهای متفاوت، نگهداری می‌شوند تأیید می‌کند. گفته‌های تام مالیناوسکی به سرعت از سوی مقام‌های لهستان و رومانی، رد شد و در برابر آن، کمیته بین‌المللی صلیب سرخ، درخواست دسترسی به همه خارجی‌های مظنون به تروریسم در آمریکا را داد.
اتهام اجازه اعضای اتحادیه اروپا به آمریکا برای نگهداری، زندانی کردن، و شکنجه بازداشتی‌ها به چنان جنجالی در درون اتحادیه اروپا انجامید که در نوامبر ۲۰۰۵ اعلام شد که حق رأی هر کشوری که چنین اجازه‌ای را داده باشد در شورای اروپا گرفته می‌شود.

#### گزارش نوامبر ۲۰۰۵ عفو بین‌الملل
در ۸ نوامبر ۲۰۰۵ گروه حقوق بشری عفو بین‌الملل، نخستین شهادت‌نامه گسترده زندانیان سایت‌های سیاه آژانس اطلاعات مرکزی را منتشر کرد. این گزارش که پرونده ۳ نفر با ملیت یمنی را مستند می‌کرد نخستین گزارشی بود که جزئیات شرایط بازداشتی‌ها در سایت‌های سیاه را شرح داد. در گزارش جزئی‌تر در آوریل ۲۰۰۶ عفو بین‌الملل از پیشینه پروازها و دیگر اطلاعات برای مکان‌یابی سایت‌های سیاه در اروپای شرقی و آسیای میانه استفاده کرد.

#### گزاش دسامبر ۲۰۰۶ بی‌بی‌سی
در ۲۸ دسامبر ۲۰۰۶ بی‌بی‌سی گزارش کرد که در سال ۲۰۰۳ یک گلف‌استریم ۵ سرشناس آژانس اطلاعات مرکزی با شماره شناسایی N379P در چند توقیف غیرعادی، در فرودگاه بین‌المللی ستیزتنو ستیزمان لهستان به زمین نشسته‌است. مدیر فرودگاه گفت مقام‌های حکومتی به او گفته بودند کاری به آن هواپیما که در انتهای باند فرودگاه است و دائم موتورهای خود را روشن نگه می‌دارد نداشته باشد. ون‌هایی از پایگاه اطلاعاتی (استاره کیکوته) در آن نزدیکی به سوی هواپیما رفتند برای مدت کوتاهی آنجا ماندند و سپس آنجا را ترک کردند. هزینه فرود هواپیما به صورت پول نقد پرداخت شد و رسیدهای آن نیز «احتمالاً شرکت‌های دروغین آمریکایی» بود.

#### نوشته اوت ۲۰۰۷ نیویورکر
در ۱۳ اوت ۲۰۰۷ جین مایر در نیویورکر گزارش داد که مدت کوتاهی پس از حملات ۱۱ سپتامبر، آژانس اطلاعات مرکزی، زندان‌های پنهانی «سایت سیاه» را با دستور مستقیم جرج دابلیو بوش اداره می‌کند و دستکم از بخشی از روش‌های شکنجه شدید روانشناسانه در بازجویی‌های برنامه فینیکس، مورد استفاده از دوره جنگ ویتنام استفاده می‌شود. این روش‌ها، محرومیت حسی، محرومیت از خواب، برهنه نگهداشتن طولانی مدت زندانیان، عکس‌گرفتن برهنه از زندانیان برای بی‌حرمتی و تحقیر آنها، و اجبار آنها به مصرف مواد مخدر برای هرچه بی‌شخصیت‌تر کردن آنها را در بر می‌گیرد. بر پایه گزارش جین مایر، مقام‌های آژانس اطلاعات مرکزی، برای این کار، بیمه مسئولیت دارند؛ زیرا از اطلاع‌رسانی همگانی و پیگرد قانونی می‌ترسیدند.

#### گزارش‌های رسانه‌ای از سپتامبر ۲۰۰۷ تا کنون
در ۱۴ سپتامبر ۲۰۰۷ واشینگتن پست گزارش کرد که اعضای کمیته منتخب سنای ایالات متحده آمریکا در امور اطلاعاتی خواسته‌اند که نامزدی جان ریزو (وکیل آژانس اطلاعات مرکزی) برای پست مشاور عمومی کنار گذاشته شود؛ زیرا نگران پشتیبانی او از دکترین قانونی ریاست‌جمهوری جرج دابلیو بوش بودند که استفاده از «روش‌های بازجویی ارتقاء یافته» را علیه بازداشتی‌های تروریستی در حبس آژانس اطلاعات مرکزی را می‌داد.
در ۴ اکتبر ۲۰۰۷ نیویورک تایمز گزارش کرد که مدت کوتاهی پس از آنکه آلبرتو گونزالس در فوریه ۲۰۰۵ به جایگاه دادستان کل ایالات متحده آمریکا رسید وزارت دادگستری ایالات متحده آمریکا در یک یادداشت پنهانی برای نخستین‌بار، نظر خود دربارهٔ اجازه ویژه آژانس اطلاعات مرکزی برای به آزار مظنونان به تروریسم را نوشت. این آزار، روش‌های دردناک بدنی و روانی، مانند ضربه به صورت، القای حس غرق‌شدن، و نگهداری در سرما هستند. این اظهار نظر، درست برخلاف آن چیزی بود که در دسامبر ۲۰۰۴ اعلام شد که شکنجه را کاری «زشت» می‌دانست. گزارش شده که آلبرتو گونزالس، یادداشت قانونی جیمز کومی (قائم‌مقام دادستان کل ایالات متحده آمریکا) دربارهٔ «اثرات ترکیبی» را تأیید کرده‌است که برای اعتراض به همکاران خود در وزارت دادگستری گفته بود اگر جهانیان بفهمند مایه شرم همه ما خواهد بود. بر پایه گزارش تایمز، اظهار نظرهای سال ۲۰۰۵ وزارت دادگستری، تأثیرگذار هستند و نتیجه‌گیری‌های قانونی آن را چندین یادداشت دیگر که پس از آن نوشته شدند نیز تأیید کردند.
پاتریک لیهی و جان کانیرز روسای کمیته مجلس سنای ایالات متحده آمریکا در امور قضایی و کمیته مجلس نمایندگان ایالات متحده آمریکا در امور قضایی، از وزارت دادگستری خواستند که اسناد مربوط به اظهار نظر قانونی محرمانه فوریه ۲۰۰۵ را برای بررسی به کمیته‌ها بفرستد. رئیس کمیته مجلس سنای ایالات متحده آمریکا در امور قضایی، جی راکفلر از دادستان کل آن هنگام، پیتر کیسلر خواست که کپی همه اظهار نظرها دربارهٔ بازجویی‌ها را از سال ۲۰۰۴ به بعد در اختیار او بگزارد. راکفلر در بخشی از نامه خود نوشت: «برای من نامفهوم است که کمیته‌ای که کار و وظیفه آن نظارت بر بازجویی و بازداشت‌های آژانس اطلاعات مرکزی است بیشتر اطلاعات خود را از نیویورک تایمز و نه مستقیماً از وزارت دادگستری به‌دست می‌آورد.» در ۵ اکتبر ۲۰۰۷ رئیس‌جمهور آمریکا جرج دابلیو بوش پاسخ داد که «این دولت، مردم را شکنجه نمی‌کند. می‌دانید، همه ما متعهد به قانون اساسی آمریکا و قوانین بین‌المللی هستیم.» بوش گفت که روش‌های بازجویی «کاملاً برای مجلس نمایندگان، توضیح داده شده‌اند.»
در ۱۱ اکتبر ۲۰۰۷ نیویورک تایمز گزارش کرد که رئیس آژانس اطلاعات مرکزی، مایکل هیدن، دستور غیرعادی درون سازمانی برای بازرسی عملکرد بازرس کل آن آژانس، جان ال. هلگرسون را داده‌است؛ زیرا بازرسی‌های پرخاشگرانه هلگرسون دربارهٔ برنامه‌های بازداشت و بازجویی آژانس اطلاعات مرکزی و دیگر مسائل، باعث خشم کارکنان آن آژانس شده‌است. گزارش شده که رابرت ال. دیتز، وکیلی که در هنگام ریاست مایکل هیدن بر آژانس امنیت ملی، مشاور عمومی آن آژانس بوده و مایکل مورل، معاون مدیر کل آژانس اطلاعات مرکزی، بر آن بازرسی، نظارت می‌کردند.
گزارش دفتر هلگرسون که در بهار ۲۰۰۴ آماده شد هشدار داد که برپایه کنوانسیون ملل متحد علیه شکنجه، برخی روش‌های بازجویی تأیید شده آژانس اطلاعات مرکزی، مصداق بی‌رحمی محض، غیرانسانی، و رفتار تحقیر آمیز هستند. برخی بررسی‌های بازرس کل آژانس اطلاعات مرکزی، دربارهٔ بازداشتی‌ها را ماری مک‌کارتی انجام داد که در سال ۲۰۰۶ به اتهام لو دادن اسناد محرمانه، از آن آژانس، اخراج شد. گزارش شده که دفتر هلگرسون در حال پایان دادن به چند گزارش بازرسی از بازداشت، بازجویی، و تحویل‌دهی آژانس اطلاعات مرکزی است. اعضای کمیته‌های اطلاعاتی مجلس نمایندگان و سنا نگرانی خود را دربارهٔ این بازرسی ابراز کردند و گفتند که این کار می‌تواند جایگاه بازرس کل آژانس اطلاعات مرکزی را به اندازه سگ نگهبان وابسته، پایین بیاورد. سناتور ران وایدن (نماینده حزب دموکرات (ایالات متحده آمریکا) از ایالت اورگن) در نامه‌ای به جان مایکل مکانل نوشت که اداره‌کننده اطلاعات ملی از او خواسته که به مایکل هایدن یاد بدهد چگونه گزارش را ندیده بگیرد.
در ۳۰ اکتبر ۲۰۰۷ بر پایه شورای شیکاگو در امور جهانی، مایکل هیدن از روش‌های بازجویی آژانس اطلاعات مرکزی، دفاع کرد: «برنامه‌های ما قانونی و ارزشمند هستند.» در پاسخ به القای حس غرق‌شدن با اشاره به نامزد دادستان کل، مایکل میوکیزی گفت: «قاضی میوکیزی نیز مانند من نمی‌تواند به‌طور خلاصه به این پرسش، پاسخ دهد. من باید پیش از پاسخ به هر پرسشی، از ته‌وتوی قضیه، اطلاع داشته باشم.»
در ۶ دسامبر ۲۰۰۷ آژانس اطلاعات مرکزی، اعتراف کرد که نوار ویدئوهایی که در بازجویی‌های مظنونان به تروریسم از روش‌های بازجویی خشن استفاده شده را نابود کرده‌است. منتقدان می‌گفتند که ممکن بود این نوارها اسنادی از استفاده آژانس اطلاعات مرکزی از شکنجه، مانند القای حس غرق‌شدن را داشته‌اند. این نوارها در سال ۲۰۰۲ به عنوان بخشی از برنامه بازداشت و بازجویی پنهانی، ضبط و در نوامبر ۲۰۰۵ نابود شدند. دلیل نابود کردن این نوارها ریسک امنیتی برای شناسایی بازجویان این نوارها اعلام شد. هنوز هم آژانس اطلاعات مرکزی می‌گوید که این نوارها «اطلاعات امنیتی با ارزشی نداشتند و به هیچ بازرسی‌ای ربط نداشتند.» در مقابل، رئیس کمیته سنای ایالات متحده آمریکا در امور نظامی، کارل لیون (نماینده حزب دموکرات (ایالات متحده آمریکا) از ایالت میشیگان) گفت: «اگر قرار به این باشد آژانس اطلاعات مرکزی، باید همه اسناد خود را که هویت مأموران آن سازمان در آن مشخص می‌شود نابود کند.» دیگر دموکرات‌ها در مجلس نمایندگان نیز در بیانیه‌های عمومی، از خشم خود از نابود کردن نوارها گفتند و آن را نمونه زیر پا گذاشتن قانون دانستند.

### بازرسی‌های اروپایی‌ها
پس از رسانه‌ای شدن نگرانی اروپایی‌ها از «زندان‌های پنهانی آژانس اطلاعات مرکزی» در لهستان و دیگر متحدان آمریکا در اتحادیه اروپا، از طریق کمیته اتحادیه اروپا در امور قضایی و حقوق بشر، دربارهٔ همکاری اعضای خود، به ویژه لهستان، جمهوری چک، و رومانی با آژانس اطلاعات مرکزی، دربارهٔ وجود زندان‌های پنهانی، تحقیق کرد. پس از بررسی کمیته اتحادیه اروپا در امور قانونی و حقوق بشر، اتحادیه اروپا برآورد کرد که نتوانسته چنین زندان‌هایی پیدا کند. در حقیقت، آنها نتوانستند ثابت کنند که آیا همچنین چیزی هرگز وجود داشته‌است. بخشی از گزارش «در این مرحله از تحقیق، هیچ مدرک رسمی و محکمی بر وجود زندان‌های پنهانی مراکز بازداشتی آژانس اطلاعات مرکزی در رومانی، لهستان، یا هیچ کشور دیگری وجود ندارد. با این وجود، نشانه‌های زیادی از منابع گوناگون وجود دارند که باید قابل اعتنا انگاشته شوند. این نشانه‌ها ادامه تحلیل و بررسی را توجیه می‌کنند.»
با این حال، برنامه ادعایی آژانس اطلاعات مرکزی، باعث شد اروپا چندین بررسی رسمی، دربارهٔ وجود بازداشتگاه‌های پنهانی و جابجایی‌های غیرقانونی، از جمله، کشورهای شورای اروپا انجام دهد. گزارش ژوئن ۲۰۰۶ شورای اروپا برآورد که آژانس اطلاعات مرکزی ۱۰۰ نفر را (با همکاری کشورهای شورای اروپا) در کشورهای اتحادیه اروپا دزدیده و تحویل کشورهای دیگر داده‌است و بیشتر این افراد به مراکز بازداشت پنهانی ("سایت‌های سیاه") آژانس اطلاعات مرکزی، فرستاده شده‌اند که برخی از این سایت‌ها در اروپا بوده‌اند. بر پایه گزارش دیگر فوریه ۲۰۰۷ پارلمان اروپا آژانس اطلاعات مرکزی ۱٬۲۴۵ پرواز انجام داده که بیشتر آنها به مقصدهایی بوده‌اند که برپایه یند ۳ کنوانسیون ملل متحد علیه شکنجه، در آنها احتمال شکنجه‌شدن می‌رود.

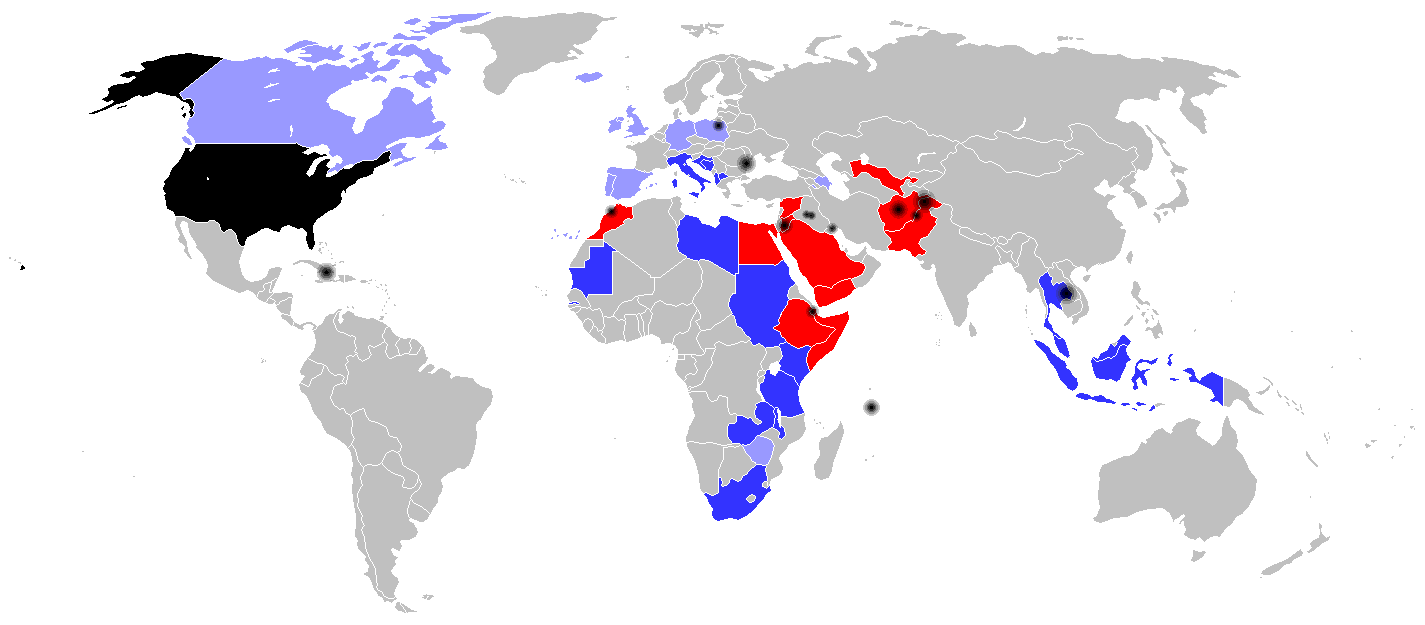
ایالات متحده آمریکا و جای "سایت‌های سیاه"
کشورهایی که در آنها توقیف‌های غیرعادی، انجام شده‌اند.
بازداشتی‌ها در این کشورها جابجا (ترانزیت) شده‌اند.
بازداشتی‌ها به این کشورها فرستاده شده‌اند.منبع: عفو بین‌الملل

#### بازرسی اسپانیا
در نوامبر ۲۰۰۵ ال پائیس گزارش کرد که هواپیماهای آژانس اطلاعات مرکزی، در جزایر قناری و پالما ده مایورکا به زمین نشسته‌اند. یک بازرس ایالتی، یک پرونده بازرسی را با این نگرانی باز کرد که بر پایه دولت مرکزی در مادرید، این پروازها بدون خبردهی رسمی انجام شده و بنابراین نقض تمامیت ارضی اسپانیا است.

#### بازرسی فرانسه
دادستان دادگاه بوبینی در فرانسه، پرونده بازرسی باز کرد تا «وجود هواپیما با شماره شناسایی N50BH در فرودگاه پاری – لو بورژه در ۲۰ ژوئیه ۲۰۰۵ را تأیید کند.» این پرونده به دنبال شکایت سازمان مردم‌نهاد لیگ حقوق بشر (فرانسه) و فدراسیون جهانی جامعه‌های حقوق بشر در دسامبر ۲۰۰۵ با اتهام «بازداشت دلبخواهی»، «بزه شکنجه»، و «بی‌احترامی به حقوق اسیران» باز شد. این دادخواست، به جابجایی زندانیان با این هواپیمای آژانس اطلاعات مرکزی به بازداشتگاه گوانتانامو اعتراض دارد و می‌خواهد بداند که آیا مقام‌های فرانسه، از توقف این هواپیما در این فرودگاه، خبر داشتند؟ اگرچه وکیل لیگ حقوق بشر اعلام کرد از این شگفت‌زده‌است که بازرسی قضایی، تنها پس از ۲۰ ژانویه ۲۰۰۶ آغاز شده و پیش از آن هیچ کاری انجام نشده‌است.
در ۲ دسامبر ۲۰۰۵ روزنامه محافظه‌کار فیگارو از به زمین‌نشستن دو هواپیمای آژانس اطلاعات مرکزی در فرانسه، خبر داد که گمان می‌رود زندانیان آژانس اطلاعات مرکزی با آنها جابجا می‌شدند. اما نگرانی، تنها در مورد گلف‌استریم ۳ با شماره شناسایی N50BH وجود داشت که در ۲۰ ژوئیه ۲۰۰۵ با بلند شدن از اسلو، نروژ در فرودگاه پاری – لو بورژه به زمین نشسته بود. دیگر هواپیمای مشکوک، در ۳۱ مارس ۲۰۰۲ در برست در استان برتاین به زمین نشست. این موضوع را مقام‌های کانادا بررسی کردند؛ زیرا از فرودگاه بین‌المللی سنت جان در سینت جانز، نیوفاندلند و لابرادور کانادا بلند شده و پیش از رفتن به ترکیه، در کپلاویک آیسلند به زمین نشسته بود.

#### بازرسی پرتغال
در ۵ فوریه ۲۰۰۷ دادستان کل پرتغال، کاندیدا آلمیدا، رئیس اداره بازرسی مرکزی و مجازات تنبیهی، آغاز بازرسی دربارهٔ «شکنجه یا رفتار غیرانسانی و بی‌رحمانه» را اعلام کرد. این بازرسی بر پایه ادعای «کارهای غیرقانونی و نقض جدی حقوق بشر» از سوی نماینده مجلس، آنا گومز در ۲۶ ژانویه ۲۰۰۷ به دادستان کل، پینتو مونتیرو آغاز شد.
گومز به شدت از عدم همکاری حکومت پرتغال با کمیسیون بازرسی اتحادیه اروپا دربارهٔ پروازهای آژانس اطلاعات مرکزی، انتقاد کرد که به تنش با هم‌حزبی خود، لوئیس آمادو، وزیر امور خارجه پرتغال انجامید. او گفت شکی ندارد که هر ۲ نخست‌وزیر پرتغال ژوزه مانوئل باروزو (۲۰۰۲ تا ۲۰۰۴) و پدرو سانتانا لوپز (۲۰۰۴ تا ۲۰۰۵) بارها اجازه نشستن پروازهای غیرقانونی آژانس اطلاعات مرکزی را داده‌اند طوریکه در هنگام ریاست‌جمهوری خوزه سوکراتس [از حزب سوسیالیست (پرتغال)]، نشستن ۲۴ پرواز آژانس اطلاعات مرکزی در سرزمین پرتغال، ثبت شده‌است. او از بازشدن پرونده بازرسی، ابراز خشنودی کرد اما تأکید کرد که بازرسی پارلمان پرتغال نیز لازم است.
خبرنگار مجله خبری ویزئو، روی کستا پینتو، نیز پیشتر دربارهٔ شکنجه یا رفتار غیرانسانی و بی‌رحمانه، شهادت داده بود. او در نوشته‌ای که آن مجله، رد کرد دربارهٔ پروازهایی که نیروی هوایی ایالات متحده آمریکا از فرودگاه لایس فیلد در آزور انجام می‌داد نوشت. کستا پینتو، کتابی دربارهٔ تحقیق‌های خود نوشت.
نزدیک به ۱۵۰ پرواز آژانس اطلاعات مرکزی که از سرزمین پرتغال استفاده کردند شناسایی شده‌اند.

#### بررسی لهستان
در ژانویه ۲۰۱۲ دفتر دادستان کل لهستان، دادرسی تحقیقی دربارهٔ رئیس پیشین آژانس اطلاعاتی لهستان، زبینیه شمیاتکووسکی را آغاز کرد. شمیاتکووسکی متهم به فراهم‌آوری عملیات بازداشت برای آژانس اطلاعات مرکزی در خاک لهستان است. جایی که ممکن است مظنونان خارجی، با توجیه جنگ با تروریسم، شکنجه شده باشند. ادعای زیر پا گذاشتن قانون اساسی لهستان و قوانین بین‌الملل و جنایت جنگی، برای دوره‌ای مطرح شد که لشک میلر، نخست‌وزیر لهستان (و رهبر حزب اتحاد چپ نوین) بود. اقدام قانونی بعدی علیه او ممکن است احضار به دادگاه ایالتی، باشد.
آینده بازرسی بسیار محرمانه‌ای که در سال ۲۰۰۸ آغاز شد نامعلوم است. بر پایه روزنامه پرآوازه لهستان، گازتا ویبورچا، مدت کوتاهی پس از آنکه زبینیه شمیاتکووسکی از سوی دادستان‌های ورشو، متهم شد این پرونده، منتقل شده و حالا انتظار می‌رود گروهی دیگر از دادستان‌ها در کراکوف بر روی آن کار کنند. مقام‌های آمریکایی، همکاری با این بازرسی را رد کرده و یک آژانس اطلاعاتی، اسناد مرتبط با دادرسی را، تنها با زور و پس از مداخله قانونی رئیس دیوان عالی لهستان، ارائه کرد.
گفته شده، ابوزبیده و عبدالرحیم النشیری در پایگاه آموزش اطلاعات نظامی استاره کیکوته در شمال خاوری لهستان نگه داشته و تنبیه بدنی شده‌اند.

#### دیگر بازرسی‌های اروپایی
اتحادیه اروپا و شورای اروپا بازرسی‌هایی را بر پایه ادعاها آغاز کردند. در ۲۵ نوامبر ۲۰۰۵ بازرس کل شورای اروپا، قانون‌گذار سوئیسی، دیک مارتی، اعلام کرد او مختصات مکانی سایت‌های سیاه را به‌دست آورده و می‌خواهد از نگاره‌های ماهواره‌ای چند سال گذشته، به عنوان بخشی از بازرسی‌های خود استفاده کند. در ۲۸ نوامبر ۲۰۰۵ کمیسیونر عدالت اتحادیه اروپا، فرانکو فراتینی، هشدار داد که اگر کشوری از اعضای اتحادیه اروپا میزبان سایت‌های سیاه آژانس اطلاعات مرکزی باشد حق رأی آن کشور در اتحادیه اروپا گرفته خواهد شد. در ۱۳ دسامبر ۲۰۰۵ دیک مارتی که به نیابت از شورای اروپا در استراسبورگ، دربارهٔ کارهای غیرقانونی سیاه آژانس اطلاعات مرکزی در اروپا تحقیق می‌کرد گزارش کرد شواهد نشان می‌دهند که «مردم، بدون هیچ استاندارد قانونی، دزدیده شده و به دیگر کشورها فرستاده شده‌اند.» بازرسی او، مدرکی بر وجود زندان پنهانی آژانس اطلاعات مرکزی در اروپا نیافت اما اینکه مقام‌های اروپایی از تحویل‌دهی این بازداشتی‌ها خبر نداشتند را «خیلی بعید» دانست. گزارش موقت دیک مارتی که بیشتر بر پایه برداشت‌های مطبوعاتی نوشته شده بود انتقاد تند مقام‌های چند کشور اروپایی را برانگیخت. گزارش نخست، اعلام کرد که «اینکه مقام‌های کشورهای اروپایی یا دستکم سازمان‌های اطلاعاتی آن کشورها از ربودن دستکم صد نفر، به‌دست آژانس اطلاعات مرکزی در اروپا و فرستادنشان به کشورهایی که ممکن است در آنجا شکنجه شده باشند بی‌خبر بوده‌اند بسیار بعید است.»
در ۲۱ آوریل ۲۰۰۶ نیویورک تایمز گزارش کرد که بازرسان اروپایی گفته‌اند نتوانسته‌اند شواهد قطعی برای وجود سایت‌های سیاه در اروپا پیدا کنند.
در ۲۷ ژوئن ۲۰۰۷ مجمع پارلمانی شورای اروپا به قطع‌نامه ۱۵۶۲ و پیشنهادیه ۱۸۰۱ رای داد و از گزارش دیک مارتی، پشتیبانی کرد. این مجمع، اعلام کرد به احتمال بسیار زیاد، آژانس اطلاعات مرکزی با برنامه بازداشت‌شدگان ارزشمند، برای چند سال، مراکز بازداشتی پنهانی در لهستان و رومانی را اداره می‌کرده‌است.

#### دورنگار شنود شده اونیکس
در ویرایش ۸ ژانویه ۲۰۰۶ روزنامه سوئیسی زونتاگ بلیک، سند شنود الکترونیک شده‌ای مربوط به سامانه رهگیری اونیکس سوئیس (سامانه‌ای مانند اشلون در توافق یوکوسا) به تاریخ ۱۰ نوامبر (۲۰۰۵؟) را منتشر کرد. ظاهر این دورنگار از سفارت مصر در لندن به وزیر امور خارجه مصر، احمد ابوالغیط فرستاده شده بود و می‌گفت که ۲۳ شهروند عراقی و افغان در فرودگاه بین‌المللی میهایل کوگیالنیچونو در نزدیکی کنستانتسا در رومانی، بازجویی شده‌اند. بر پایه همین سند، مراکز بازجویی مشابهی در بلغارستان، کوزوو، مقدونیه شمالی، و اوکراین وجود دارند.
بعدها وزارت امور خارجه مصر، توضیح داد که دورنگار شنود الکترونیک شده، تنها، نقدی بوده که سفارت مصر در بخارست، دربارهٔ مطبوعات رومانی نوشته و احتمالاً منبع آن، گفته‌های سناتور و رهبر جنجالی حزب رومانی بزرگ، کرنلیو وادیم تودور است.
حکومت سوئیس، رسماً وجود این گزارش را تأیید نکرد. اما در ۹ ژانویه ۲۰۰۶ اعلام که یک روند قضایی علیه روزنامه زونتاگ بلیک را برای افشای این سند محرمانه، آغاز کرده‌است.

#### گزارش ۱۴ فوریه ۲۰۰۷ پارلمان اروپا
گزارش پارلمان اروپا توسط شمار زیادی از اعضای آن پذیرفته شد و آن را در ۱۴ فوریه ۲۰۰۷ (با ۳۸۲ رای موافق، ۲۵۶ رای مخالف، و ۷۴ رای ممتنع) تصویب کردند. این گزارش، نتیجه گرفت که بسیاری از کشورهای اروپایی به آژانس اطلاعات مرکزی، اجازه کارهای غیرقانونی، مانند پروازهای پنهانی در خاک خود را داده‌اند. این کشورها اتریش، بلژیک، قبرس، دانمارک، آلمان، یونان، جمهوری ایرلند، ایتالیا، لهستان، پرتغال، رومانی، اسپانیا، سوئد، و بریتانیا هستند. اگرچه در مورد بریتانیا شواهد مشخصی وجود ندارد.
عدم همکاری بسیاری از کشورهای عضو اتحادیه شورای اروپا با بازرسی‌ها را کاری زشت می‌شمارد. تاسف از کشورهای اروپایی که با چشم‌پوشی یا پذیرش استفاده پروازهای آژانس اطلاعات مرکزی، کنترل مرز هوایی و فرودگاه‌های خود را رها کرده‌اند که در مواردی، برای جابجایی غیرقانونی بازداشتی‌ها استفاده شده‌است. درخواست بسته شدن [بازداشتگاه نظامی] گوانتانامو را دارد و از کشورهای اروپایی می‌خواهد فوراً شهروندان و ساکنان خود را که مقام‌های آمریکایی به صورت غیرقانونی، نگهداشته‌اند به کشورهای خود بازگردانند. در نظر دارد که همه کشورهای اروپایی باید بازرسی‌های مستقلی را دربارهٔ توقفگاه‌های هواپیماهای مسافربری [مورد استفاده] آژانس اطلاعات مرکزی، آغاز کنند. اصرار دارد که از عبور همه هواپیماهای آژانس اطلاعات مرکزی که از آنها برای توقیف غیرعادی استفاده شده‌اند سامانه‌ای برای بازرسی آنها در نظر گرفته شود.— 
این گزارش، شماری از کشورهای اروپایی (مانند اتریش، ایتالیا، لهستان، به همراه پرتغال) را به خاطر «عدم تمایل به همکاری» خود با بازرسان، و کار سازمان‌های اطلاعاتی آنها برای عدم همکاری با بازرسان و پذیرش ربودن شهروندانشان، مورد انتقاد قرار داد. پارلمان اروپا به قطع‌نامه‌ای رای داد که کشورهای عضوی را که کارهای آمریکایی‌ها را پذیرفته یا نادیده گرفته بودند محکوم می‌کرد. بر پایه این گزارش، آژانس اطلاعات مرکزی، ۱٬۲۴۵ پرواز انجام داده که بسیاری از آنها به مقصدهایی بوده‌اند که ممکن است بازداشتی‌ها شکنجه شده باشند. همچنین پارلمان، درخواست تشکیل کمیسیون مستقل بازرسی و بسته شدن بازداشتگاه گوانتانامو را داد. بر پایه جیانی فاوا (از حزب سوسیالست ایتالیا (۲۰۰۷)) که پیش‌نویس این سند را نوشته بود «احتمال زیاد» ی وجود دارد که اطلاعات به‌دست آمده از تحویل‌دهی‌های غیرقانونی فوق‌العاده، به آن حکومت‌های اتحادیه اروپا داده شده باشند که از روش به‌دست آوردن این اطلاعات، آگاه بودند. همچنین این گزارش، استفاده از بازداشتگاه‌های پنهانی در اروپا مانند لهستان و رومانی را فاش کرد. این گزارش، تحویل‌دهی‌های فوق‌العاده را اینگونه تعریف می‌کند که «یک فرد مظنون به مشارکت در تروریسم، به صورت غیرقانونی، ربوده، دستگیر و/یا حبس مقام‌های آمریکایی می‌شود و/یا برای بازجویی به کشور دیگری فرستاده می‌شود که در بسیاری موارد به صورت غیر مستقیم در بازداشت یا شکنجه، همکاری می‌کند.» مقام‌های بریتانیا پیشتر، هر گونه ادعایی را رد کردند و بسیاری از مقام‌های سرمایه‌گزاری، موافقند که بریتانیا در بازداشت و شکنجه یا زندانی کردن، همکاری نکرده‌است. ممکن است بریتانیا نقطه جابجایی (ترانزیت) باشد اما مدرکی برای آن وجود ندارد.

### ریاست‌جمهوری باراک اوباما
در ۲۲ ژانویه ۲۰۰۹ رئیس‌جمهور تازه آمریکا باراک اوباما یک فرمان اجرایی را امضا کرد که آژانس اطلاعات مرکزی را ملزم می‌کرد تنها از ۱۹ روش بازجویی اشاره شده در آیین‌نامه رزمی ارتش ایالات متحده آمریکا استفاده کند «مگر اینکه دادستان کل آمریکا با مشاوره مناسب، راهنمایی بیشتری فراهم کند.» همچنین این فرمان، آژانس اطلاعات مرکزی را ملزم می‌کرد که «هر بازداشتگاهی که امروز در حال کار است هر چه سریعتر، بسته شود و چنین بازداشتگاهی در آینده، کار نخواهد کرد.»
در ۵ مارس ۲۰۰۹ بلومبرگ نیوز گزارش کرد که کمیته منتخب سنای ایالات متحده آمریکا در امور اطلاعاتی، یک بازرسی یک ساله، دربارهٔ برنامه بازداشت آژانس اطلاعات مرکزی را آغاز کرده‌است.
در آوریل ۲۰۰۹ رئیس آژانس اطلاعات مرکزی، لئون پانه‌تا اعلام کرد که «آژانس اطلاعات مرکزی، دیگر بازداشتگاه‌ها یا سایت‌های سیاه را اداره نخواهد کرد» و در نامه‌ای به کارمندان آن آژانس نوشت که «سایت‌های باقی‌مانده نیز بسته خواهند شد.» او همچنین اعلام کرد که آژانس اطلاعات مرکزی، دیگر به «پیمانکاران» غیرخودی، اجازه بازجویی نمی‌دهد و آن آژانس، دیگر از «روش‌های بازجویی خشن» استفاده نمی‌کند. او به کارمندان خود اطلاع داد که آژانس اطلاعات مرکزی، تنها از روش‌های بازجوی اشاره شده در آیین‌نامه رزمی ارتش ایالات متحده آمریکا استفاده می‌کند و کسانی که در حبس آژانس اطلاعات مرکزی هستند تنها برای مدت کوتاهی، نگه داشته می‌شوند. مدت زمانی که برای تحویل آنها به کشورهایشان یا انتقال به آژانس آمریکایی دیگری نیاز است.
در سال ۲۰۱۱ ریاست‌جمهوری باراک اوباما اعتراف کرد که یک زندانی سومالیایی را برای بازجویی، برای دو ماه در یک کشتی نظامی آمریکایی بر روی دریا نگه می‌داشته‌است.

#### گزارش کمیته اطلاعاتی سنا دربارهٔ برنامه بازداشت و بازجویی
در ۹ دسامبر ۲۰۱۴ کمیته منتخب سنای ایالات متحده آمریکا در امور اطلاعاتی، گزارش ۵۲۵ صفحه‌ای به نام گزارش کمیته منتخب سنای ایالات متحده آمریکا در امور اطلاعاتی دربارهٔ بازداشت و بازجویی آژانس اطلاعات مرکزی منتشر کرد که یافته‌های کلیدی و یک جمع‌بندی اجرایی، ارائه می‌کرد. باقی گزارش، به دلایل غیرقابل گفتن، محرمانه، باقی ماند. گزارش ۶٬۰۰۰ صفحه‌ای، ۲۰ یافته کلیدی را نشان می‌دهد. این ۲۰ یافته کلیدی، از نتیجه‌گیری طبقه‌بندی نشده به این شرح هستند:
1. استفاده آژانس اطلاعات مرکزی از روش‌های بازجویی ارتقاء یافته، روش مؤثری برای به‌دست آوردن اطلاعات یا جلب همکاری بازداشتی‌ها نبوده‌است.
2. توجیه آژانس اطلاعات مرکزی برای استفاده از روش‌های بازجویی ارتقاء یافته بر پایه ادعاهای نادرست مؤثر بودن این روش‌ها است.
3. بازجویی از بازداشتی‌های آژانس اطلاعات مرکزی وحشیانه بوده و بسیار بدتر از آن چیزی است که آژانس اطلاعات مرکزی به سیاست‌گذاران و دیگران گفته‌است.
4. شرایط محرومیت بازداشتی‌های آژانس اطلاعات مرکزی، بدتر از آن بوده که به سیاست‌گذاران و دیگران گفته‌است.
5. آژانس اطلاعات مرکزی، بارها اطلاعات نادرستی به وزارت دادگستری داده و با این کار، جلوی تحقیق قانونی مناسب دربارهٔ برنامه بازداشت و بازجویی آژانس اطلاعات مرکزی را گرفته‌است.
6. آژانس اطلاعات مرکزی، فعالانه، از نظارت کنگره بر برنامه بازداشت و بازجویی آژانس اطلاعات مرکزی، طفره رفته یا مانع آن شده‌است.
7. آژانس اطلاعات مرکزی، جلوی نظارت مؤثر و تصمیم‌گیری کاخ سفید را گرفته‌است.
8. مدیریت و اجرای برنامه بازداشت و بازجویی آژانس اطلاعات مرکزی، پیچیده‌است و در برخی موارد، جلوی دیگر ماموریت‌های امنیت ملی شاخه اجرایی دیگر آژانس‌ها را می‌گیرد.
9. آژانس اطلاعات مرکزی، جلوی نظارت دفتر بازرس کل (ایالات متحده آمریکا) را می‌گیرد.
10. آژانس اطلاعات مرکزی، با پخش اطلاعات طبقه‌بندی‌شده در رسانه‌ها هماهنگ بوده‌است. این اطلاعات، شامل اطلاعات نادرست، دربارهٔ نگرانی از تأثیرگذاری روش‌های بازجویی ارتقاء یافته آژانس اطلاعات مرکزی بوده‌است.
11. آژانس اطلاعات مرکزی، بیشتر از شش ماه پیش از آنکه اجازه بازداشت مردم را دریافت کند برنامه بازداشت و بازجویی خود را آماده کرده بود.
12. مدیریت و اجرای برنامه بازداشت و بازجویی آژانس اطلاعات مرکزی، در هنگام اجرای آن، ناقص بود. به ویژه، بین ۲۰۰۲ تا اوایل ۲۰۰۳.
13. ۲ روان‌شناس پیمانکار، روش‌های بازجویی ارتقاء یافته آژانس اطلاعات مرکزی را طراحی می‌کردند و نقش اساسی در عملیات، ارزیابی، و مدیریت برنامه بازداشت و بازجویی آژانس اطلاعات مرکزی داشتند. در سال ۲۰۰۵ آژانس اطلاعات مرکزی، بیشتر عملیات مربوط به برنامه بازداشت و بازجویی خود را برون‌سپاری می‌کرد.
14. بازداشتی‌های آژانس اطلاعات مرکزی، هدف روش‌های بازجویی اجباری بودند که وزارت دادگستری، تأیید نکرده بود یا رئیسان آژانس اطلاعات مرکزی، اجازه آن را نداده بودند.
15. آژانس اطلاعات مرکزی، شمار دقیق و گسترده‌ای از بازداشتی‌های خود نداشت و کسانی را دستگیر کرده که استاندارد قانونی برای بازداشت آنها وجود نداشته‌است. ادعای آژانس اطلاعات مرکزی دربارهٔ شماره بازداشتی‌های نگهداری شده و هدف روش‌های بازجویی ارتقاء یافته، دقیق نبود.
16. آژانس اطلاعات مرکزی، نتوانسته تأثیرگذاری روش‌های بازجویی ارتقاء یافته خود را به اندازه کافی، برآورد کند.
17. آژانس اطلاعات مرکزی، بسیار کم، کارمندان خود را برای خشونت جدی یا قابل توجه، کارهای نادرست، و اشتباه‌های مدیریت فردی یا نظام‌مند، مجازات یا بازخواست کرده‌است.
18. آژانس اطلاعات مرکزی، انتقادهای بی‌شمار درونی و بیرونی، و مخالفت‌ها برای نگرانی دربارهٔ مدیریت و اجرای برنامه بازداشت و بازجویی آژانس اطلاعات مرکزی را نادیده گرفته یا از آنها طفره رفته‌است.
19. برنامه بازداشت و بازجویی آژانس اطلاعات مرکزی، ذاتاً ناپایدار بوده و در اصل در سال ۲۰۰۶ به خاطر افشای بدون اجازه خبری، پایان یافته و به دنبال آن، همکاری با دیگر کشورها کاهش یافته و نگرانی‌های نظارتی و قانونی را برانگیخته است.
20. برنامه بازداشت و بازجویی آژانس اطلاعات مرکزی به چهره جهانی آمریکا آسیب زده و باعث خسارت‌های مادی و معنوی شده‌است.

بر پایه این گزارش، دستکم ۲۶ نفر از ۱۱۹ زندانی (۲۲٪) آژانس اطلاعات مرکزی به شیوه نادرستی، بازداشت شده و بسیاری از آنها شکنجه شده‌اند. از ۱۱۹ زندانی شناخته شده، دستکم ۳۹ نفر، هدف روش‌های بازجویی ارتقاء یافته بوده‌اند. دستکم در ۶ مورد، آژانس اطلاعات مرکزی، پیش از آنکه از آنها بپرسد آیا مایل به همکاری هستند از شکنجه استفاده کرده‌است.

## تصمیم دادگاه حقوق بشر اروپا
در ۲۴ ژوئیه ۲۰۱۴ دادگاه حقوق بشر اروپا حکم داد که لهستان، در هنگام همکاری با آمریکا، کنوانسیون اروپایی حقوق بشر را زیر پا گذاشته‌است؛ زیرا در سال‌های ۲۰۰۲ و ۲۰۰۳ به آژانس اطلاعات مرکزی، اجازه داده، ابوزبیده و عبدالرحیم النشیری را در خاک خود نگه داشته و شکنجه کند. دادگاه، دستور داد که حکومت لهستان به هر کدام از آنها ۱۰۰٬۰۰۰ یورو خسارت بدهد. به ابوزبیده نیز ۳۰٬۰۰۰ یورو برای پوشش هزینه‌های خود بپردازد.
در ۳۱ مه ۲۰۱۸ دادگاه حقوق بشر اروپا حکم داد که رومانی و لیتوانی نیز حقوق ابوزبیده و عبدالرحیم النشیری را به ترتیب در سال‌های ۲۰۰۳ تا ۲۰۰۵ و ۲۰۰۵ تا ۲۰۰۶ زیر پا گذاشته‌اند و این دو کشور باید به هر یک از این دو نفر، ۱۰۰٬۰۰۰ یورو خسارت بدهند.